# Lijst van burgemeesters van Ouder-Amstel
Dit is een lijst van burgemeesters van de Nederlandse gemeente Ouder-Amstel in de provincie Noord-Holland.
| Ambtsperiode | Naam burgemeester                          | Partij of stroming | Bijzonderheden |
| ------------ | ------------------------------------------ | ------------------ | -------------- |
| 1811 - 1812  | A. Luden                                   |                    |                |
| 1812 - 1832  | Mr. Dirk Theod. Kemper                     |                    |                |
| 1833 - 1841  | J.P. Kemper                                |                    |                |
| 1841 - 1852  | P.J.O. van Talma Wierdsma                  |                    |                |
| 1852 - 1861  | F. van Campen                              |                    |                |
| 1861 - 1899  | Mr. J.G. Kruimel                           |                    |                |
| 1899 - 1913  | Th.J. van Dam                              |                    |                |
| 1913 - 1920  | J.I. Cordes                                |                    |                |
| 1920 - 1938  | Josephus Anthonius Aloysius Straman        |                    |                |
| 1939         | J. Koolhaas                                |                    | waarnemend     |
| 1939 - 1946  | G.F.M. baron van Voorst tot Voorst         |                    |                |
| 1946 - 1959  | Mr. F.J.J.M. Boelens                       | KVP                |                |
| 1960 - 1968  | Drs. J.J.M. Visser                         |                    |                |
| 1968 - 1976  | Ton (A.J.) Hubers                          | KVP                |                |
| 1976 - 1982  | Wouter (W.J.) Hoobroeckx                   | KVP / CDA          |                |
| 1983 - 2001  | Cees (C.) de Groot                         | VVD                |                |
| 2001 - 2003  | Wouter (W.J.) Hoobroeckx                   | CDA                | waarnemend     |
| 2003 - 2007  | Jaap (J.R.A.) Nawijn                       | VVD                |                |
| 2007         | Niek (N.) Meijer                           | VVD                | waarnemend     |
| 2007 - 2017  | Mieke (M.T.J.) Blankers-Kasbergen          | CDA                | [ 1 ]          |
| 2017 - 2024  | Joyce (J.) Langenacker                     | PvdA               | [ 2 ]          |
| 2024         | Joke (J.) Geldhof                          | D66                | waarnemend     |
| 2024 - heden | Susanne (S.C.T.) de Roy van Zuidewijn-Rive | CDA                | [ 4 ]          |